# Alexandros Tzorvas
Alexandros Tzorvas (em grego: Αλέξανδρος Τζόρβας; Atenas, 12 de agosto de 1982) é um ex-futebolista grego que atuava como goleiro.

## Carreira
Revelado pelo Panathinaikos, teve duas passagens pelo clube. Na segunda, entre 2008 e 2011, obteve destaque e recebeu sua primeira convocação para a Seleção Grega. O arqueiro representou o seu país na Euro 2008, na Copa do Mundo FIFA de 2010 e na Euro 2012.

## Títulos
Panathinaikos
- Super Liga Grega: 2009–10
- Copa da Grécia: 2009–10